# Destruction Derby: Arenas
Destruction Derby: Arenas – gra komputerowa z serii Destruction Derby wyprodukowana przez Studio 33 i wydana przez Sony Computer Entertainment oraz Gathering w 2004 roku na PlayStation 2.

## Rozrywka
Destruction Derby: Arenas jest grą akcji z gatunku destruktywnych wyścigów samochodowych. Za każde uszkodzenie samochodów komputerowych przeciwników gracz otrzymuje nagrodę oraz doładowanie do turbo. W grze zawarto dwadzieścia różnych samochodów, które mogą zostać zmodyfikowane. Rozgrywka jest nagrywana, gracz może odtworzyć zmagania na powtórce.
W trybie sieciowym gry wieloosobowej może uczestniczyć 16 graczy natomiast na podzielonym ekranie może rywalizować czterech graczy.